# Плавский район
Пла́вский райо́н — административно-территориальная единица (район) и муниципальное образование (муниципальный район) в Тульской области России.
Административный центр — город Плавск.

## Физико-географическая характеристика
Плавский район расположен на юго-западе Тульской области в пределах лесостепной зоны Среднерусской возвышенности Зушско-Упинского физико-географического района. Граничит с севера с Щёкинским и Одоевским районам, с запада — с Арсеньевским районом, с юга и юго-запада — с Чернским районом, с востока и юго-востока — с Тёпло-Огарёвским районом. Площадь района составляет 1 024,6 км². Протяженность: с севера на юг — 52 км, с запада на восток — 36 км. Основные реки — Плава, Локна, Плавица.
На территории района имеются месторождений полезных ископаемых: легкоплавные глины и строительные карбонатные породы. Доминирующем типом почв являются дерново-подзолистые.
Климат умеренно континентальный. Средняя температура января от −10 °C до −11 °C, средняя температура июля +19 °C — +20 °C. Количество осадков изменяется в пределах 475—575 мм.
В Плавском районе радиационная обстановка определяется как естественным радиационным фоном, так и загрязнением окружающей среды техногенными радионуклидами. В 1986 году земли района подверглись действию радиоактивных осадков после аварии на Чернобыльской АЭС, и на этих территориях основным дозообразующим радиоактивным элементом остается Цезий-137.

## История
6 мая 1924 года в результате районирования в составе Крапивенского уезда Тульской губернии был образован Сергеевский район с центром в селе Сергеевском.
20 июня 1924 года Крапивенский уезд был переименован в Плавский.
В 1926 году уезды были упразднены, село Сергиевское бывшего Плавского уезда 22 февраля 1926 года переименовано в город Плавск и Сергиевский район — в Плавский.
12 июля 1929 года в результате упразднения губерний Плавский район вошёл в состав Тульского округа Московской области. В его состав на тот момент входили следующие сельсоветы: Акуловский, Бабуринский, Больше-Озерский, Боняковский, Волхонщинский, Губаревский, Жадомский, Змеевский, Камынинский, Косогубовский, Красавский, Красненский, Красногорский, Краснохолмский, Крутовский, Лапотковский, Липовский, Львовский, Ляпуновский, Мало-Пироговский, Мармыжевский, Мещеринский, Михайловский, Муравленский, Никольский, Новоникольский, Ольховский, Пирогово-Зыковский, Пироговский, Плавский, Покрово-Озерский, Починковский, Рахмановский, Ржавский, Рождественский, Самозвановский, Селезневский, Синявинский, Скородненский, Соковнинский, Сорочино-Дюковский, Сорочинский, Спасский, Старолесковский, Ступишинский, Сумароковский, Сухотинский, Тихо-Затонский, Толсто-Дубровский, Урусовский, Хороше-Полевский, Частинский.
21 июля 1931 года из Щёкинского района в Плавский были переданы Верхнегайковский, Иконский, Карамышевский, Старовысельский и Фоминский с/с.
21 июня 1934 года Карамышевский с/с был возвращён в Щёкинский район. 17 сентября был образован рабочий посёлок Плавск, а Плавский с/с упразднён.
21 февраля 1935 года в новый Липицкий район были переданы Жадомский, Новоникольский, Ольховский, Скородненский и Сухотинский с/с.
5 апреля 1936 года были упразднены Бабуринский, Муравленский и Васильевский с/с.
26 сентября 1937 года район вошёл в состав вновь образованной Тульской области.
15 февраля 1944 года на части территории Плавского района был образован новый Лазаревский район.
В 1986 году Плавский район сильно пострадал от радиоактивного заражения в связи с Чернобыльской катастрофой. В результате выпадения осадков, содержащих радионуклиды цезия-137, сформировалось Плавское радиоактивное пятно, которое в настоящее время служит модельным для научных исследований.

## Население
| 1959    | 1970    | 1979    | 1989    | 2002    | 2009    | 2010    | 2011    | 2012    |
| ------- | ------- | ------- | ------- | ------- | ------- | ------- | ------- | ------- |
| 34 948  | ↘30 511 | ↘28 076 | ↗29 484 | ↗29 499 | ↘27 824 | ↘27 778 | ↗27 811 | ↘27 764 |
| 2013    | 2014    | 2015    | 2016    | 2017    | 2018    | 2019    | 2020    | 2021    |
| ↗28 009 | ↘27 676 | ↘27 626 | ↘27 540 | ↘27 530 | ↗27 690 | ↘27 647 | ↘27 363 | ↗29 517 |

### Урбанизация
Городское население (город Плавск) составляет 57,23 % от всего населения района.

### Национальный состав
По итогам переписи населения 2020 года проживали следующие национальности (национальности менее 0,1 % и другое см. в сноске к строке «Другие»):
| Национальность | Численность, чел. | Доля     |
| -------------- | ----------------- | -------- |
| Русские        | 25 712            | 87,11 %  |
| Армяне         | 375               | 1,27 %   |
| Украинцы       | 252               | 0,85 %   |
| Азербайджанцы  | 235               | 0,80 %   |
| Узбеки         | 194               | 0,66 %   |
| Таджики        | 149               | 0,50 %   |
| Молдаване      | 102               | 0,35 %   |
| Лезгины        | 99                | 0,34 %   |
| Татары         | 71                | 0,24 %   |
| Киргизы        | 56                | 0,19 %   |
| Чеченцы        | 39                | 0,13 %   |
| Грузины        | 33                | 0,11 %   |
| Другие         | 2200              | 7,45 %   |
| Итого          | 29 517            | 100,00 % |

## Территориальное деление
Административно-территориальное устройство
Плавский район в рамках административно-территориального устройства включает 1 город районного подчинения и 13 сельских округов:
| №     | Административно-территориальная единица | Код ОКАТО  | Население 2002 (чел.) | Соответствие сельскому поселению |
| ----- | --------------------------------------- | ---------- | --------------------- | -------------------------------- |
| 1e-06 | Город районного подчинения:             |            |                       |                                  |
| 2e-06 | Плавск                                  | 70 238 501 |                       |                                  |
| 3e-06 | Сельские округа:                        |            |                       |                                  |
| 1     | Больше-Озерский сельский округ          | 70 238 805 | 473                   | СП Молочно-Дворское              |
| 2     | Горбачевский сельский округ             | 70 238 810 | 2452                  | СП Молочно-Дворское              |
| 3     | Диктатурский сельский округ             | 70 238 815 | 528                   | СП Камынинское                   |
| 4     | Камынинский сельский округ              | 70 238 825 | 628                   | СП Камынинское                   |
| 5     | Мещеринский сельский округ              | 70 238 835 | 1385                  | СП Камынинское                   |
| 6     | Ново-Жуковский сельский округ           | 70 238 850 | 643                   | СП Молочно-Дворское              |
| 7     | Ново-Никольский сельский округ          | 70 238 840 | 493                   | СП Молочно-Дворское              |
| 8     | Октябрьский сельский округ              | 70 238 845 | 1460                  | СП Пригородное                   |
| 9     | Пригородный сельский округ              | 70 238 855 | 1010                  | СП Пригородное                   |
| 10    | Самозвановский сельский округ           | 70 238 865 | 2374                  | СП Молочно-Дворское              |
| 11    | Сорочинский сельский округ              | 70 238 870 | 583                   | СП Камынинское                   |
| 12    | Частинский сельский округ               | 70 238 880 | 414                   | СП Пригородное                   |
| 13    | Юсуповский сельский округ               | 70 238 875 | 306                   | СП Пригородное                   |

Муниципальное устройство
В муниципальный район, в рамках организации местного самоуправления, входят 4 муниципальных образования, в том числе одно городское и три сельских поселения:
| №        | Муниципальное образование | Административный центр | Количество населённых пунктов | Население (чел.) | Площадь (км²) |
| -------- | ------------------------- | ---------------------- | ----------------------------- | ---------------- | ------------- |
| 1e-06    | Городское поселение:      |                        |                               |                  |               |
| 1        | город Плавск              | город Плавск           | 1                             | ↗16 893          | 8,64          |
| 1.000002 | Сельские поселения:       |                        |                               |                  |               |
| 2        | Камынинское               | село Камынино          | 29                            | ↗2785            | 306,27        |
| 3        | Молочно-Дворское          | посёлок Молочные Дворы | 45                            | ↗6486            | 448,98        |
| 4        | Пригородное               | посёлок Пригородный    | 33                            | ↗3353            | 267,86        |

К 2006 году в муниципальном районе были созданы 1 городское и 7 сельских поселений. В 2013 году были упразднены сельские поселения Мещеринское (включено в Камынинское), Горбачёвское и Ново-Никольское (включены в Молочно-Дворское), Октябрьское (включено в Пригородное).

## Населённые пункты
В Плавском районе один город и 107 сельских населённых пунктов.
| №   | Населённый пункт    | Тип             | Население (чел.) | Муниципальное образование | Сельский округ  |
| --- | ------------------- | --------------- | ---------------- | ------------------------- | --------------- |
| 1   | Плавск              | город           | ↗16 893          | город Плавск              |                 |
| 2   | Акулово             | деревня         | 4                | Пригородное               | Пригородный     |
| 3   | Акуловские Выселки  | деревня         | 9                | Пригородное               | Пригородный     |
| 4   | Александровка       | деревня         | 55               | Пригородное               | Октябрьский     |
| 5   | Александровка       | посёлок         | 56               | Пригородное               | Октябрьский     |
| 6   | Арсеньево           | деревня         | 7                | Пригородное               | Юсуповский      |
| 7   | Бабурино            | село            | 16               | Камынинское               | Мещеринский     |
| 8   | Большие Озерки      | село            | ↘303             | Молочно-Дворское          | Больше-Озерский |
| 9   | Боняково            | деревня         | 10               | Камынинское               | Сорочинский     |
| 10  | Бохино              | деревня         | 9                | Камынинское               | Сорочинский     |
| 11  | Василевка           | деревня         | 38               | Пригородное               | Октябрьский     |
| 12  | Васильевское        | деревня         | 8                | Камынинское               | Мещеринский     |
| 13  | Витцинские Выселки  | деревня         | 0                | Пригородное               | Юсуповский      |
| 14  | Воейково            | деревня         | 0                | Молочно-Дворское          | Горбачевский    |
| 15  | Волхонщино          | деревня         | 51               | Пригородное               | Пригородный     |
| 16  | Горбачёвка          | деревня         | 23               | Молочно-Дворское          | Горбачевский    |
| 17  | Горбачёво           | посёлок         | ↘808             | Молочно-Дворское          | Горбачевский    |
| 18  | Горбачёво           | посёлок станции | ↘364             | Молочно-Дворское          | Горбачевский    |
| 19  | Гремячево           | деревня         | ↘236             | Молочно-Дворское          | Ново-Жуковский  |
| 20  | Губа                | деревня         | 18               | Камынинское               | Камынинский     |
| 21  | Губаревка           | деревня         | 1                | Камынинское               | Мещеринский     |
| 22  | Диктатура           | посёлок         | ↘438             | Камынинское               | Диктатурский    |
| 23  | Дюково              | деревня         | 0                | Пригородное               | Частинский      |
| 24  | Есипово             | деревня         | 0                | Камынинское               | Мещеринский     |
| 25  | Жадомо              | деревня         | 0                | Камынинское               | Диктатурский    |
| 26  | Запольный Ольховец  | деревня         | 1                | Молочно-Дворское          | Ново-Никольский |
| 27  | Заречье             | деревня         | ↘252             | Молочно-Дворское          | Самозвановский  |
| 28  | Ивановка            | деревня         | 10               | Пригородное               | Частинский      |
| 29  | Ивановское          | деревня         | →0               | Камынинское               | Мещеринский     |
| 30  | Ивановское-1        | деревня         | ↘264             | Камынинское               | Мещеринский     |
| 31  | Ивановское-2        | деревня         | ↘0               | Камынинское               | Мещеринский     |
| 32  | Ивановское-3        | деревня         | ↘0               | Камынинское               | Мещеринский     |
| 33  | Камынино            | село            | ↘517             | Камынинское               | Камынинский     |
| 34  | Карабановка         | деревня         | 0                | Молочно-Дворское          | Больше-Озерский |
| 35  | Кобылинский Хутор   | деревня         | 72               | Молочно-Дворское          | Больше-Озерский |
| 36  | Кожухово            | деревня         | 14               | Пригородное               | Октябрьский     |
| 37  | Косая Губа          | деревня         | 21               | Пригородное               | Октябрьский     |
| 38  | Красная Локна       | посёлок         | 5                | Молочно-Дворское          | Самозвановский  |
| 39  | Красная Нива        | посёлок         | ↗152             | Пригородное               | Пригородный     |
| 40  | Красногорье         | село            | ↘307             | Пригородное               | Частинский      |
| 41  | Красное             | деревня         | 14               | Камынинское               | Мещеринский     |
| 42  | Красное             | село            | 59               | Пригородное               | Октябрьский     |
| 43  | Красное Заречье     | посёлок         | 4                | Пригородное               | Октябрьский     |
| 44  | Красный             | посёлок         | 0                | Пригородное               | Пригородный     |
| 45  | Красный Октябрь     | посёлок         | ↘114             | Молочно-Дворское          | Ново-Никольский |
| 46  | Крекшино            | деревня         | ↘452             | Пригородное               | Октябрьский     |
| 47  | Крутое              | деревня         | 19               | Пригородное               | Октябрьский     |
| 48  | Лески               | деревня         | 12               | Пригородное               | Частинский      |
| 49  | Лидинка             | деревня         | 0                | Молочно-Дворское          | Ново-Никольский |
| 50  | Локна               | деревня         | 0                | Молочно-Дворское          | Горбачевский    |
| 51  | Лунино              | деревня         | 0                | Пригородное               | Юсуповский      |
| 52  | Ляпуновка           | деревня         | 2                | Камынинское               | Мещеринский     |
| 53  | Мещерино            | село            | ↘763             | Камынинское               | Мещеринский     |
| 54  | Михайловское        | село            | ↘203             | Молочно-Дворское          | Горбачевский    |
| 55  | Молочные Дворы      | посёлок         | ↗1635            | Молочно-Дворское          | Самозвановский  |
| 56  | Нижние Мармыжи      | деревня         | 5                | Камынинское               | Камынинский     |
| 57  | Никольское          | деревня         | 0                | Камынинское               | Мещеринский     |
| 58  | Никольское-1        | село            | 14               | Молочно-Дворское          | Горбачевский    |
| 59  | Никольское-2        | село            | 17               | Молочно-Дворское          | Горбачевский    |
| 60  | Новая Локна         | деревня         | 2                | Молочно-Дворское          | Горбачевский    |
| 61  | Новая Слободка      | деревня         | 64               | Молочно-Дворское          | Самозвановский  |
| 62  | Новое Архангельское | деревня         | 13               | Молочно-Дворское          | Ново-Никольский |
| 63  | Новое Жуково        | деревня         | ↘73              | Молочно-Дворское          | Ново-Жуковский  |
| 64  | Ново-Никольское     | село            | 24               | Молочно-Дворское          | Ново-Никольский |
| 65  | Новоселки           | посёлок         | 9                | Камынинское               | Камынинский     |
| 66  | Октябрьский         | посёлок         | ↘491             | Пригородное               | Октябрьский     |
| 67  | Ольхи               | деревня         | ↗209             | Молочно-Дворское          | Ново-Жуковский  |
| 68  | Орликово            | деревня         | 16               | Молочно-Дворское          | Самозвановский  |
| 69  | Островки            | деревня         | 0                | Камынинское               | Мещеринский     |
| 70  | Павловка            | деревня         | 0                | Молочно-Дворское          | Ново-Никольский |
| 71  | Пеньково            | деревня         | 38               | Пригородное               | Октябрьский     |
| 72  | Первое Мая          | посёлок         | 12               | Камынинское               | Сорочинский     |
| 73  | Петровка            | деревня         | 22               | Молочно-Дворское          | Самозвановский  |
| 74  | Починино            | деревня         | 0                | Камынинское               | Мещеринский     |
| 75  | Пригородный         | посёлок         | ↘482             | Пригородное               | Пригородный     |
| 76  | Рахманово           | село            | 28               | Молочно-Дворское          | Самозвановский  |
| 77  | Рождествено-1       | деревня         | 0                | Молочно-Дворское          | Самозвановский  |
| 78  | Рождествено-2       | деревня         | 3                | Молочно-Дворское          | Самозвановский  |
| 79  | Румянцевский        | посёлок         | ↘77              | Молочно-Дворское          | Горбачевский    |
| 80  | Савватеевка         | деревня         | ↘196             | Молочно-Дворское          | Самозвановский  |
| 81  | Самозвановка        | деревня         | 15               | Молочно-Дворское          | Самозвановский  |
| 82  | Самозвановка        | посёлок станции | 1                | Молочно-Дворское          | Самозвановский  |
| 83  | Свободный Серп      | посёлок         | 17               | Молочно-Дворское          | Самозвановский  |
| 84  | Селезнёво           | село            | ↗480             | Молочно-Дворское          | Горбачевский    |
| 85  | Синявино            | село            | 66               | Пригородное               | Пригородный     |
| 86  | Синявинские Выселки | деревня         | 0                | Пригородное               | Пригородный     |
| 87  | Скородное           | село            | 10               | Молочно-Дворское          | Ново-Жуковский  |
| 88  | Советский           | посёлок         | ↘398             | Молочно-Дворское          | Горбачевский    |
| 89  | Соковнино           | село            | 29               | Камынинское               | Диктатурский    |
| 90  | Сорочинка           | село            | ↘440             | Камынинское               | Сорочинский     |
| 91  | Сорочинка           | деревня         | 9                | Пригородное               | Частинский      |
| 92  | Спасское            | село            | 0                | Молочно-Дворское          | Больше-Озерский |
| 93  | Средние Мармыжи     | деревня         | 1                | Камынинское               | Камынинский     |
| 94  | Средний             | посёлок         | 5                | Пригородное               | Пригородный     |
| 95  | Старое Жуково       | деревня         | 0                | Молочно-Дворское          | Ново-Жуковский  |
| 96  | Стрешнево           | деревня         | 20               | Пригородное               | Юсуповский      |
| 97  | Стройка             | посёлок         | ↗318             | Молочно-Дворское          | Ново-Никольский |
| 98  | Сухотинка           | деревня         | 1                | Молочно-Дворское          | Ново-Жуковский  |
| 99  | Тюринка             | деревня         | 11               | Камынинское               | Мещеринский     |
| 100 | Урусово             | деревня         | ↘89              | Камынинское               | Мещеринский     |
| 101 | Частое              | село            | 10               | Пригородное               | Частинский      |
| 102 | Чебышовка           | деревня         | 3                | Камынинское               | Диктатурский    |
| 103 | Шоссе               | посёлок         | 0                | Молочно-Дворское          | Самозвановский  |
| 104 | Южный               | посёлок         | 1                | Молочно-Дворское          | Ново-Жуковский  |
| 105 | Юрьево              | деревня         | 69               | Пригородное               | Пригородный     |
| 106 | Юрьевский           | посёлок         | ↘239             | Пригородное               | Пригородный     |
| 107 | Юсупово             | село            | ↘237             | Пригородное               | Юсуповский      |
| 108 | Ясный               | посёлок         | 3                | Молочно-Дворское          | Больше-Озерский |

Упразднённые населённые пункты:
- 1986 год — посёлок Красная Дубрава, село Толстая Дубрава, деревни Муравлевка и Хороше-Полево Горбачевского сельсовета, посёлки Антоновский и Платавский, деревни Новое Скородное и Синегубово Новожуковского сельсовета, деревни Алексеевка и Плетенёвка Самозвановского сельсовета, дереревня Лепиловка Частинского сельсовета, деревни Ботвиньево и Ушаково Юсуповского сельсовета[41]

## Органы местного самоуправления
Структуру органов местного самоуправления  муниципального района составляют:
- Собрание  представителей  муниципального образования;
- глава муниципального  образования;
- администрация муниципального образования;
- контрольно-счётная палата муниципального образования.

## Транспорт

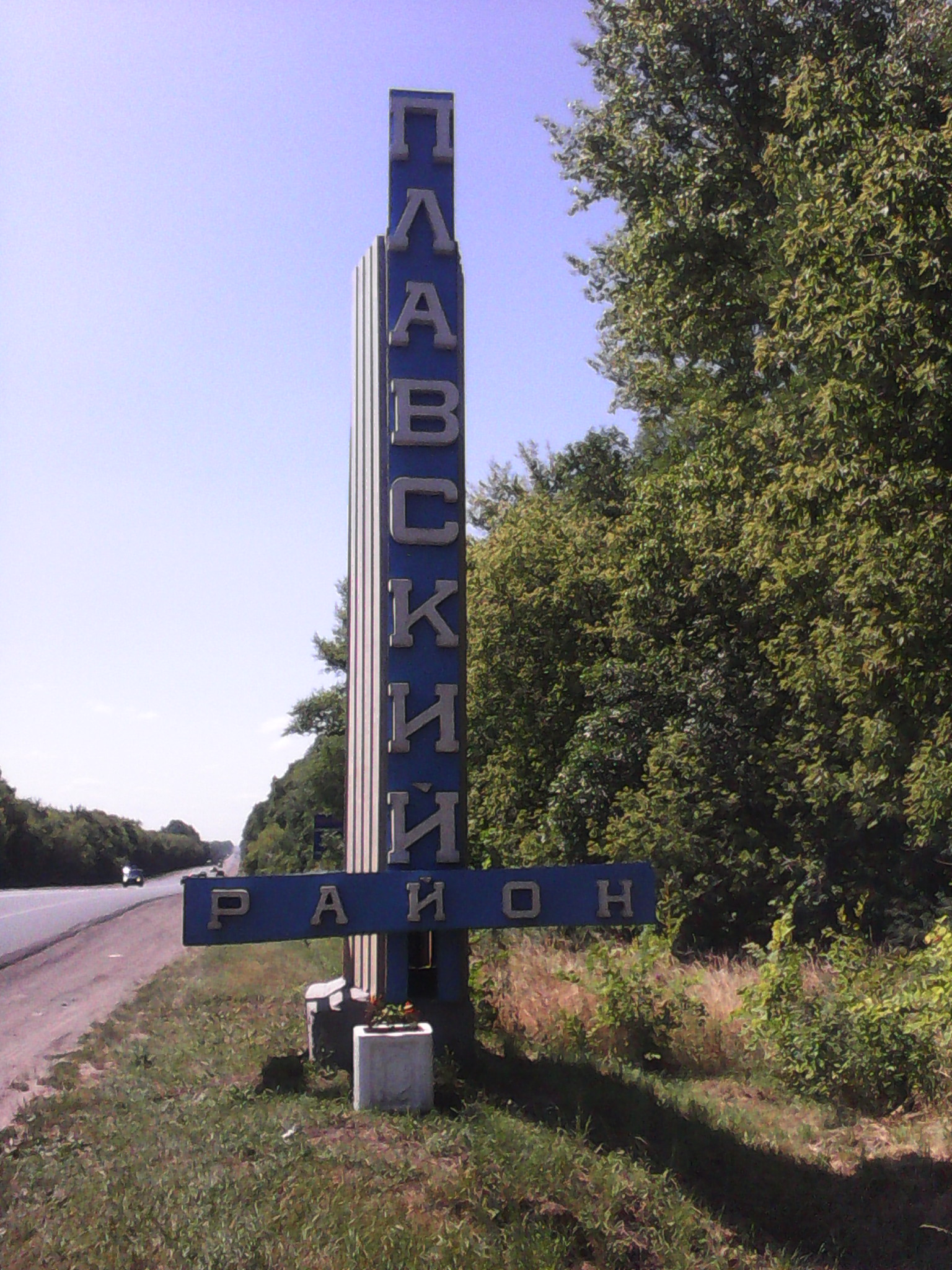
Стела на границе с Щёкинским районом

Через район проходит участок Московской железной дороги и автомобильная дорога Крым, а также автомобильные дороги местного значения, связывающие Плавск с другими районными центрами области.

## Туризм
Туристические маршруты:
1. Музей — Боярин Верх;
2. Музей — Церкви города;
3. Музей — Больничный комплекс;
4. Ул. Коммунаров — Курган Славы;
5. Музей — родники на реке Плаве, памятник природы, охраняемый государством;
6. г. Плавск — село Синявино, родина дважды Героя Советского Союза Б. Ф. Сафонова;

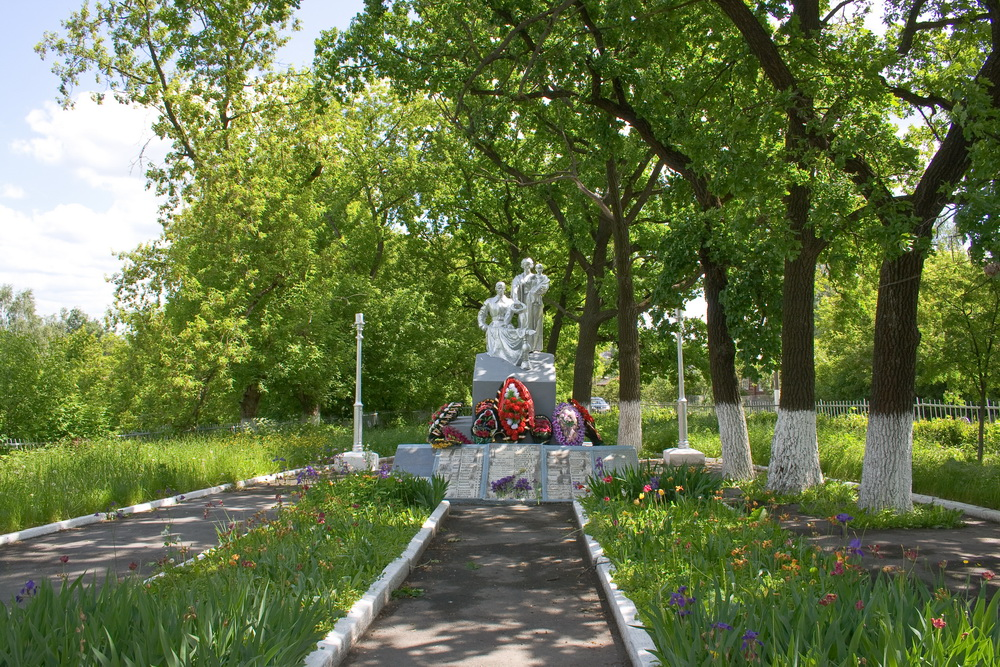
Братская могила №1 г.Плавск

7. г. Плавск — Кобылинский хутор.

## Достопримечательности

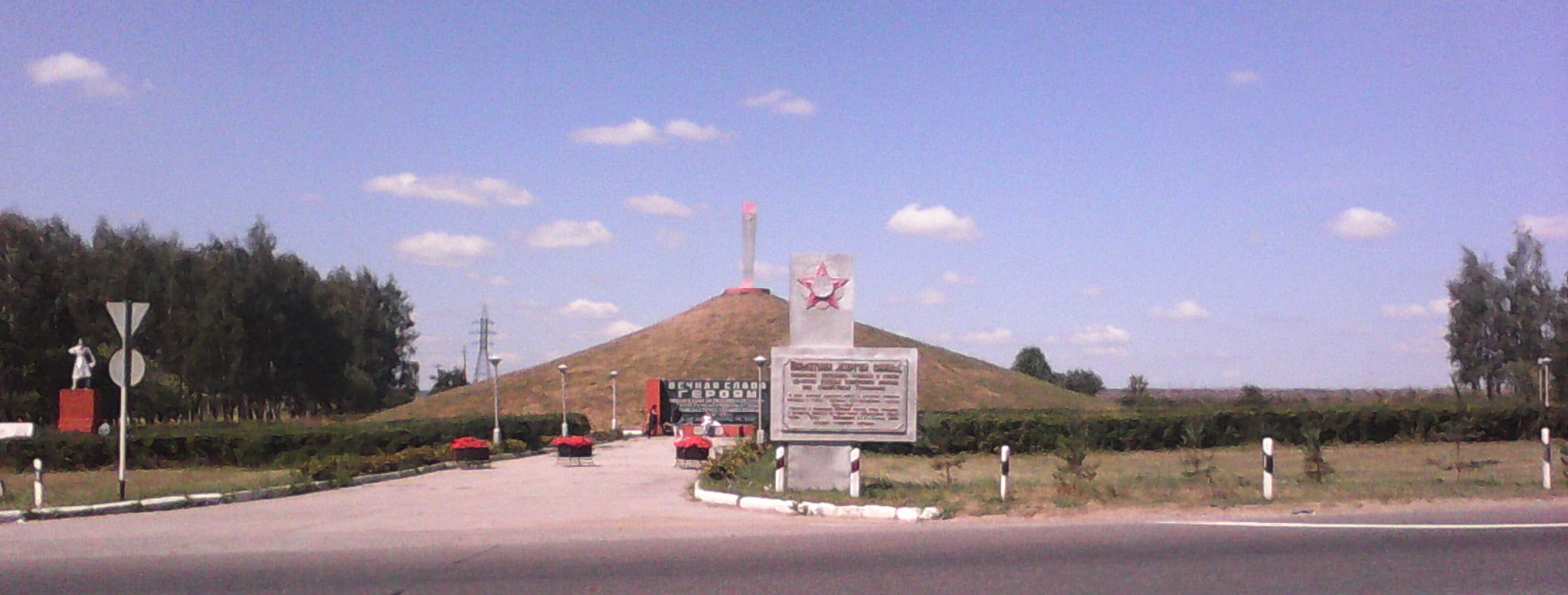
Курган Славы

Объекты культурного наследия района федерального и регионального уровня (по данным Департамента культуры министерства образования и культуры Тульской области):
| Объект культурного наследия                                                                                         | Адрес                                                           |
| Памятник В. И. Ленину, 1963 г.                                                                                      | г. Плавск, пл. Октябрьской Революции                            |
| Торговые ряды, XIX в.                                                                                               | г. Плавск, пл. Свободы, 1                                       |
| Бюст дважды Героя Советского Союза Б. Ф. Сафонова, 1948 г.                                                          | г. Плавск, ул. Коммунаров, у школы                              |
| Братская могила с захоронением воинов, погибших в боях в период Великой Отечественной войны, 1941—1945 гг.          | г. Плавск, ул. Коммунаров, у школы                              |
| Сергиевская церковь, перестроена в 1868—1876 гг.                                                                    | г. Плавск, ул. Коммунаров, 48 А                                 |
| Братская могила с захоронением воинов, погибших в боях в период Великой Отечественной войны, 1941—1945 гг.          | г. Плавск, ул. Коммунаров, в сквере напротив Сергиевской церкви |
| Дом, где останавливался Лев Толстой. Дом купца Черёмушкина. Ныне не существует. На этом месте разбит сквер.         | г. Плавск, ул. Советская, 1/2                                   |
| Дом, где родился учёный-машиностроитель Е. А. Чудаков Руинезирован, 1890—1909 гг.                                   | г. Плавск, ул. Советская, 18                                    |
| Комплекс Всехсвятского кладбища, 1860 г.: Всехсвятская церковь 1880 г., сторожка, ограда с воротами                 | г. Плавск, ул. Октябрьская, 32, кладбище                        |
| Дом усадьбы Гагариных, нач. XIX в. Домик Садовника.                                                                 | г. Плавск, ул. Орлова, 12                                       |
| Поселение «Ивановка», XII—XIII вв. (объект федерального значения)                                                   | д. Ивановка, 0,8 км юго-восточнее деревни                       |
| Место усадьбы, где в 1863—1899 гг. жил драматург А. В. Сухово-Кобылин                                               | д. Кобылинка                                                    |
| Церковь Дмитрия Солунского, XVIII в.                                                                                | с. Красное                                                      |
| Бюст писателя И. Ф. Трусова, 1961 г.                                                                                | с. Красное                                                      |
| Братская могила с захоронением воинов, погибших в боях в период Великой Отечественной войны, 1941—1945 гг.          | с. Красное                                                      |
| Знаменская церковь, 1753—1763 гг.                                                                                   | с. Мещерино                                                     |
| Братская могила с захоронением воинов, погибших в боях в период Великой Отечественной войны, 1941—1945 гг.          | с. Ново-Никольское                                              |
| Могила декабриста М. А. Бодиско (1803—1867) (объект федерального значения)                                          | с. Соковнино                                                    |
| Место, где находилась усадьба декабриста М. А. Бодиско, в которой он жил после возвращения из ссылки, 1838—1867 гг. | с. Соковнино                                                    |
| Церковь | с. Соковнино                                                    |
| Братская могила с захоронением воинов, погибших в период Великой Отечественной войны, 1941—1945 гг.                 | с. Старые Лески                                                 |
| Братская могила с захоронением воинов, погибших в боях в период Великой Отечественной войны, 1941—1945 гг.          | ст. Горбачёво Московской ж.д.                                   |